# ان‌جی‌سی ۵۰۵۰
ان‌جی‌سی ۵۰۵۰ (انگلیسی: NGC 5050) نام یک کهکشان عدسی است.